# HD 122744
HD 122744，又名BD+08 2810，SAO 120261、HR 5274，是一颗恒星，视星等为6.26，位于銀經347.39，銀緯64，其B1900.0坐标为赤經13h 58m 38.8s，赤緯+8° 64′ 39″。